# Loire 250
Loire 250 là một mẫu máy bay tiêm kích của Pháp, do hãng Loire Aviation thiết kế chế tạo trong thập niên 1930.